# Sacodiscus ovalis
Sacodiscus ovalis är en kräftdjursart som först beskrevs av C. B. Wilson 1944.  Sacodiscus ovalis ingår i släktet Sacodiscus och familjen Tisbidae. Inga underarter finns listade i Catalogue of Life.